# Пенкун
Пенкун (нем. Penkun) — город в Германии, в земле Мекленбург-Передняя Померания.
Входит в состав района Форпоммерн-Грайфсвальд. Подчиняется управлению Лёкниц-Пенкун. Население составляет 2,0 тыс. человек (2009); в 2003 г. — 2,2 тысяч; в 2013 г. — 1874 человека. Занимает площадь 78,63 км². Официальный код — 13 0 62 044.
Город подразделяется на 9 городских районов, 4 из которых были до 31 декабря 1998 года самостоятельными общинами.
| Год  | Население |
| ---- | --------- |
| 1991 | 1371      |
| 1995 | 1257      |
| 2000 | 2274      |
| 2005 | 2095      |
| 2010 | 1950      |

Пенкун является частью Щецинской агломерации.

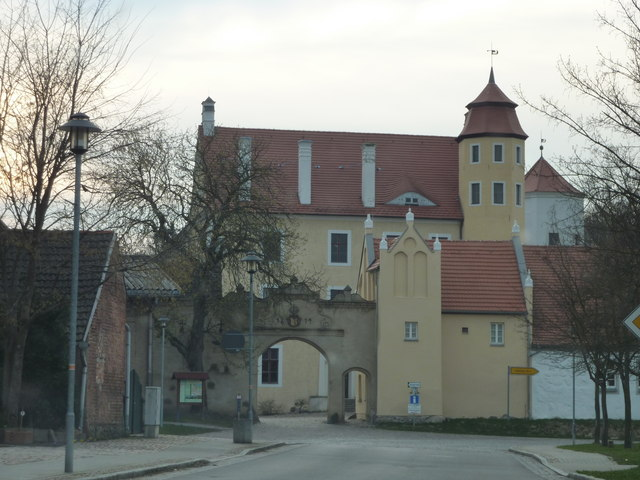
Замок Пенкун
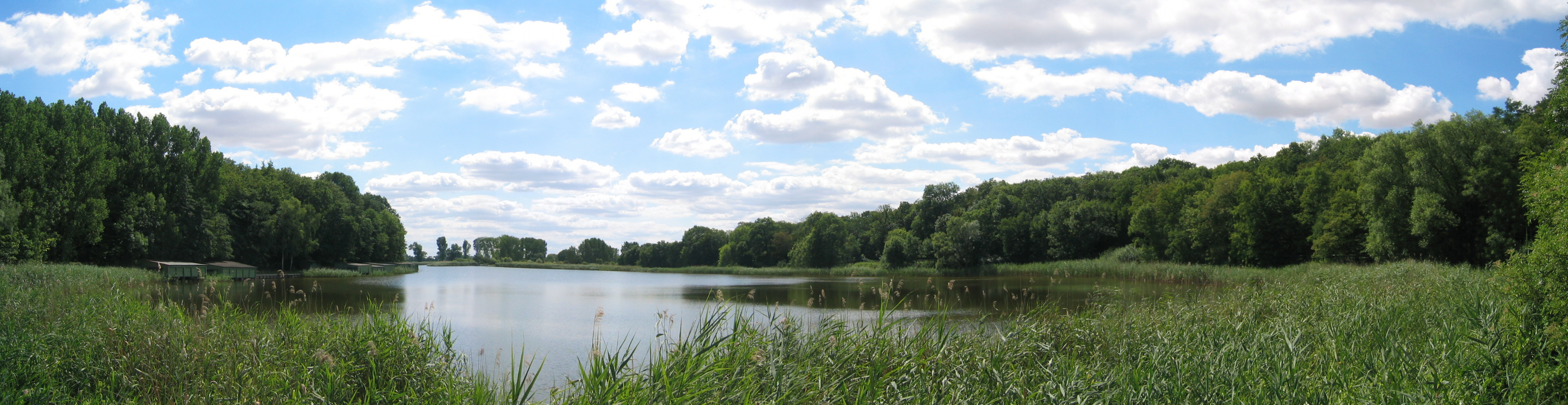
Озеро у замка